# Военна академия „Михайло Апостолски“
Военната академия „Михайло Апостолски“ (на македонска литературна норма: Воена академија „Генерал Михаило Апостолски“) е военна академия, намираща се в Скопие.

## История
Създадена е със Закона за военната академия на 7 юни 1995 г. На 25 септември същата година са приети първите курсанти. На 11 октомври започва работата на академията.
През 1996 г. ѝ е дадено името „Генерал Михайло Апостолски“ по името на югославския партизанин Михайло Апостолски. Първият випуск завършва на 29 юли 1999 г. През учебната 2003/4 не се приемат курсанти поради мораториум на приема. Мораториумът отпада през 2008 г.